# Mihael Napotnik

Mihael Napotnik, slovenski teolog, filozof, zgodovinar, pisatelj, knez in škof, * 20. september 1850, Tepanjski Vrh pri Slovenskih Konjicah, † 28. marec 1922, Maribor.

## Škofovsko geslo
Quis ut Deus, fortitudo mea?  (Kdo je kakor Bog, moja moč?)
Pri izbiri škofovskega gesla je v prvem delu uporabil latinizirano obliko imena svojega krstnega zavetnika nadangela Mihaela, katerega ime v rimskokatoliški cerkvi razlagajo kot »kdo kakor Bog?«. Slovenski prevod knezoškofovega škofovskega gesla bi se pomensko glasil: »Nadangel Mihael je moja moč«.

## Življenjepis
Škofova mati Neža roj. Solar se je 18. februarja 1841 poročila s Francem Jerovškom in prišla iz Tepanja živet na Lipakovo (tudi Lepak, Lapok in Lopak) domačijo na Tepanjskem Vrhu. V zakonu sta se jima rodila sinova Franc in Anton. Franc Jerovšek je kmalu po rojstvu drugega sina umrl, vdova Neža pa se je 14. februarja 1848 vnovič poročila, tokrat z nekdanjim sosedom in znancem Jurijem Napotnikom. Oče Jurij Napotnik in mati Neža sta imela v zakonu pet otrok, kot drugi med njimi pa se je rodil Mihael Napotnik.   
Mihael Napotnik je prve tri razrede ljudske šole obiskoval v Konjicah, nato pa v Celju končal četrti razred ljudske šole.  Leta 1863 se je vpisal  na celjsko gimnazijo, kjer je leta 1871 tudi maturiral. Po maturi so ga za leto dni vpoklicali k vojakom v Celovec, jeseni 1872 pa je vstopil v bogoslovje v Mariboru. Doštudiral je z odličnim uspehom in bil 25. julija 1875 v Mariboru posvečen v duhovnika. Novo mašo je imel v Konjicah, 15. avgusta 1875. Prvo službo je nastopil kot kaplan v Vojniku, vendar ga je jeseni 1876 mariborski lavantinski škof Jakob Stepischnegg poslal na Dunaj, v zavod Avguštinej, kjer je nadaljeval študij bibličnih ved. V času avstrijske okupacije Bosne in Hercegovine je bil vpoklican kot vojni kurat v Gradec in  bil nato napoten v Sarajevo. Po vrnitvi na Dunaj je resno zbolel za trebušnim tifusom. Študij je nadaljeval do 19. novembra 1880, ko je bil promoviran za doktorja teologije. 27. novembra 1880 je bil imenovan za kaplana v Sevnici ob Savi, a  je že 1. februarja 1891 napredoval v kornega vikarja, kateheta in pridigarja v stolnici v Mariboru. Na Visoki bogoslovni šoli v Mariboru je v letih 1881−1884 predaval filozofijo, cerkveno pravo in zgodovino. Leta 1883 je postal podravnatelj bogoslovja v Mariboru, 11. aprila pa ga je cesar imenoval za dvornega kaplana, pet dni pozneje pa še za študijskega ravnatelja v Avguštineju. 27. septembra 1889 je bil imenovan za lavantinskega škofa, 29. oktobra 1889 pa ga je salzburški nadškof Franc Albert Eder posvetil. Slovesno ustoličenje (intronizacija) je bila v mariborski stolnici 17. novembra 1889. Imenovan je bil za hišnega prelata svetega očeta in asistenta papeževega prestola. Podprl je izdajo cerkveno-umetnostnih zbornikov in glasila Ljubitelji cerkvene umetnosti. Poleg številnih cerkvenih govorov, obširnih znanstvenih prispevkov s področja gospodarstva, teologije, zgodovine in jezikoslovja je izdal pet obsežnih sinodalnih knjig, knjigo Sveti Pavel apostol sveta in učitelj narodov. Škofovsko službo v Mariboru je opravljal do svoje smrti 28. marca 1922. Pokopan je bil v kripti frančiškanske cerkve v Mariboru, za katere gradnjo se je zelo zavzemal in jo je sam posvetil 11. avgusta 1900.

### Škofovska služba
Napotnikovo delo je bilo med drugim tudi urejanja notranjecerkvenih razmer in s tem povezana izredno bogata ter obširna sinodalna dejavnost: škof Napotnik je sklical in vodil 5 sinod v letih 1896, 1900, 1903, 1906, 1911. Sinodo, predvideno za leto 1914, je preprečil izbruh prve svetovne vojne. Najbrž drži ugotovitev Napotnikovega sodobnika, da tako bogate sinodalne dejavnosti ni premogla nobena škofija na svetu (F. Kovačič). Napotnik je lavantinsko škofijo razdelil na 4 naddekanate: Maribor levi breg, Maribor desni breg, naddekanat ob Savinji, naddekanat ob Savi. V njegovem času se je na cerkvenem področju veliko gradilo, popolnoma novih cerkva je bilo zgrajenih 10, omeniti velja največji: baziliko v Mariboru in v Rajhenburgu (Brestanica ob Savi). Škof je tudi sam izredno veliko pisal, kot izjemno cenjen cerkveni govornik (pridigar) je velik del svojih cerkvenih govorov tudi objavil v tisku, prav tako svoja pastirska pisma.

### Delovanje na področju cerkvene umetnosti
Tudi v lavantinski škofiji se je v devetdesetih letih 19. stoletja uveljavila skrb za cerkveno umetnost, zlasti po zaslugi škofa Napotnika, kot je v spomenici ob njegovem srebrnem jubileju zapisal Avguštin Stegenšek, konzervator in naš prvi umetnostni zgodovinar.
Napotnikovo posebno zanimanje je bila cerkvena umetnost, ki jo je nadziral, podpiral in pospeševal. Glede naročil novih umetnin je skrbel, da so bili upoštevani veljavni kanonični predpisi, za njihovo izvrševanje pa je ustanovil posebne organizacije. Tako je leta 1869 imenoval komisijo za pregled novih orgel, ustanovil komisijo za oceno novih cerkveno-umetniških del in komisijo za ohranjevanje starin. Te so bile sestavni del novoustanovljenega Spomeniškega sveta za lavantinsko škofijo. Svet je imel podobne naloge kot tedanje ljubljansko Društvo za krščansko umetnost, v okviru katerega je deloval Avguštin Stegenšek. Tudi tam so si za nalogo zastavili ustanovitev škofijskega muzeja, ter izdajanje lastne, obširne in ilustrirane publikacije, kar je ob Napotnikovi podpori uresničil ravno Stegenšek. Ta je zasnoval načrt za popis vseh cerkva lavantinske škofije, vendar sta izšli le topografiji Dekanija gornjegrajska (COBISS) (1905) in Konjiška dekanija (COBISS) (1909).
V Mariboru sta začela izhajati bogoslovna revija (časopis) Voditelj v bogoslovnih vedah (1898–1916) in Časopis za zgodovino in narodopisje (od 1904), ki je po zatrtju med drugo svetovno vojno zopet začel izhajati pod istim imenom (1965) in izhaja še sedaj (2000). Pionirsko delo je bil tudi prvi in edini letnik Ljubitelja za krščansko umetnost iz leta 1914, ki je bil prvo slovensko umetnostno glasilo.

## Mihael Napotnik in nadžupnija Slovenske Konjice
Škof Mihael Napotnik je svoji rojstni župniji izkazal posebno čast. Ko je leta 1908 obiskal papeža Pija X. v Vatikanu, ga je zaprosil, da bi vsakokratni konjiški nadžupnik nosil naziv arhidiakon, kar hkrati pomeni, da bi smel pri slovesnih opravilih v svoji župniji nositi škofovske znake (mitro, škofovsko palico, pektoral (naprsni križ), škofovski prstan, talar, prelatsko obleko, rdeči cingulum ...) Tako je papež Pij X. na posredovanje škofa Napotnika 1. februarja 1910 z izdajo apostolskega pisma določil, da je vsakokratni konjiški nadžupnik arhidiakon.
Prvi konjiški arhidiakon Franc Hrastelj je bil slovesno infuliran 28. avgusta 1910. Blagoslovitev je opravil škof Napotnik, ki je v slavnostni pridigi razložil in utemeljil pomen in odličnost tega naslova. Ta dogodek obeležuje tudi marmorna plošča, vzidana na zadnji strani glavnega oltarja nadžupnijske cerkve sv. Jurija.

## Dela
- Kratek pregled bosanskega slovstva (1884) (COBISS)
- Imenopis konjiške nadfare v Kresu 1886, Družba sv. Mohorja, Celovec (1886) (COBISS)
- Sveti Pavel, apostol sveta in učitelj narodov (1904) (COBISS)